# لورا باسيت
لورا باسيت (بالإنجليزية: Laura Bassett) (و. 1983  م) هي لاعبة كرة قدم، من المملكة المتحدة، تلعب كمُدَافِعَة.

## روابط خارجية
- لورا باسيت على موقع الاتحاد الدولي (مؤرشف)  (الإنجليزية)
- لورا باسيت على موقع الاتحاد الأوربي (الإنجليزية)
- لورا باسيت على موقع قاعدة بيانات كرة القدم.إي يو (الإنجليزية)
- لورا باسيت على موقع Soccerway.com (الإنجليزية)
- لورا باسيت على موقع عالم كرة القدم.نت (الإنجليزية)